# EU4ALL Project
La sigla EU4ALL significa European Unified Approach for Accessible Lifelong Learning. EU4ALL è un progetto finanziato dalla Commissione Europea con i fondi del sesto programma quadro, della durata di quattro anni, iniziato nel 2006, la cui missione principale è stata quella di creare un supporto per gli enti e gli istituti formativi nel creare o migliorare i propri servizi e-learning. Il progetto EU4ALL è basato sul principio dell'educazione permanente secondo cui, nella società della conoscenza, l'educazione e il lavoro sono integrati nella vita delle persone, per cui tutti i cittadini hanno bisogno di accedere all'apprendimento e alla formazione per accedere o migliorare le loro condizioni lavorative. In questo senso la tecnologia gioca un ruolo sempre più importante di mediazione nei paesi Europei, tuttavia l'attuale livello delle tecnologie e-learning diffuse risulta diversificato risultando spesso in un aumento delle barriere per persone disabili che di fatto sono escluse dalla possibilità di avere una formazione adeguata. EU4ALL si propone quindi di creare uno strumento e-learning che può essere utilizzato immediatamente come nuova piattaforma o che può essere facilmente integrato con i sistemi e-learning creati su base Moodle, .LRN e SAKAI , già in funzione presso istituti ed enti formativi.
I punti chiave su cui è stato creato il sistema EU4ALL sono tre:
- La tecnologia, come mezzo di mediazione non risolve il problema della diversità di interazione delle persone con la tecnologia e i suoi contenuti;
- La tecnologia è sempre più usata per offrire un supporto alle persone disabili;
- Occorre offrire un servizio di supporto e infrastrutture tecniche per favorire l'insegnamento e la formazione a distanza accessibile a tutti;

## Scopo di EU4ALL
Scopo di EU4ALL è quello di produrre un'architettura Open Service su base Open source che nel pieno rispetto delle norme di accessibilità ed usabilità sia in grado di migliorare l'efficacia e l'efficienza dei sistemi formativi ed educativi degli istituti e degli enti educativi e formativi di Europa. Creando un standard che faciliti l'integrazione di diversi sistemi e-learning.
Nello specifico EU4ALL ha lo scopo di:
- Creare una architettura Open Service.
- Sviluppare una infrastruttura software accessibile a tutti, non solo nelle funzioni di accesso ed utilizzo ma anche nei contenuti, nel supporto agli utenti.
- Creare degli standard e specifiche  tecniche per tutte le applicazioni integrate con gli attuali e i nuovi standard di e-learning.

## Descrizione del sistema
Il sistema EU4ALL è formato da una serie di servizi integrati che possono essere inseriti totalmente o parzialmente in diversi sistemi e-learning già esistenti, nelle università o negli istituti di formazione, che comprende:
- un sistema di personalizzazione dei contenuti degli utenti e dei docenti;
- un sistema di adattamento automatico dei contenuti introdotti;
- una guida multimediale all'utilizzo per gli utenti e per i docenti/tutors;
- un sistema per la gestione e la partecipazione ai corsi;
- un sistema di portfolio per gli studenti.

### Da chi è utilizzato il sistema attualmente
- Università Nazionale di educazione a distanza (Spagna)[3]
- Open University (Inghilterra)[4]
- Università Politecnica di Valencia (Spagna) [5]
- Istituto Politecnico di Leiria (Portogallo)[6]

## A chi si rivolge il sistema e-learning EU4ALL
L'architettura e-learning di EU4ALL si rivolge ad enti ed istituti che vogliano implementare o migliorare le proprie piattaforme e-learning, utilizzando l'intero sistema o parte di esso, al fine di ottimizzare l'accesso e la creazione delle informazioni:
- Agli utenti finali: Adulti in apprendimento con disabilità, insegnanti e tutors.
- Agli autori del sistema: I gestori e creatori di sistemi e-learning, di contenuti e servizi.

### Link relativi al progetto EU4ALL
- Sito ufficiale del progetto:http://www.eu4all-project.eu/
- Canale YouTube: http://www.youtube.com/eu4allproject

### Partner del progetto
- Atos Origin SAE [7]
- Universidad Nacional de Educación a Distancia - UNED [8]
- Open University
- Fraunhofer Institute - FIT [9]
- University of York
- INDRA Software Labs [10]
- Tribal [11]
- Information Society Open to Impairments - E-ISOTIS [12]
- eXact learning solutions
- European Association for Distance Teaching Universities - EADTU [13]
- Centro Interuniversitario di Ricerca per lo Sviluppo Sostenibile, Università degli Studi di Roma "La Sapienza" - CIRPS
- Centre for Social Innovation - ZSI [14]
- Disabled Peoples' International - DPI-Italy
- Instituto Politécnico de Leiria
- Universidad Politécnica de Valencia

#### Contatti di EU4ALL in Italia
- Disabled Peoples' International Italia: http://www.dpitalia.org/
- Centro Interuniversitario di Ricerca Per lo Sviluppo sostenibile, "La Sapienza": https://web.archive.org/web/20090719101259/http://w3.uniroma1.it/cirps/index.asp
- Esiste un gruppo Facebook dedicato a EU4ALL iscrivendosi al quale si possono avere contatti e informazioni per adottare il sistema EU4ALL nella propria università o istituzione.